# Yukiko Ishizaka
Yukiko Ishizaka (jap. 石坂 有紀子, Ishizaka Yukiko, * 14. März 1968 in Chigasaki) ist eine ehemalige japanische Beachvolleyballspielerin.

## Karriere
Ishizaka spielte ihre ersten internationalen Turniere 1994 mit Teruko Nakano. Bis 1996 verbuchten Ishizaka/Nakano drei neunte Plätze bei Open-Turnieren in Miami, Rio de Janeiro und Santos. In Carolina wurden sie zunächst Achte und später Fünfte. 1996 traten sie bei den Olympischen Spielen in Atlanta an. Dort unterlagen sie in der ersten Runde dem deutschen Duo Bühler/Müsch. Auf der Verlierer-Seite mussten sie sich nach einem Sieg gegen die Französinnen Prawerman/Lesage in der zweiten Runde dem US-Duo Fontana/Hanley geschlagen geben.
Anschließend bildete Ishizaka ein neues Duo mit Yukiko Takahashi. Beim ersten gemeinsamen Auftritt auf der World Tour erreichten Ishizaka/Takahashi in Busan gleich das Finale. Als Siebte in Jakarta und Neunte der Melbourne Open erzielten sie weitere Top-Ten-Ergebnisse. Bei der ersten offiziellen Weltmeisterschaft 1997 in Los Angeles kamen sie auf den 17. Platz.
1998 bildete Ishizaka ein Duo mit Chie Seike. Im ersten gemeinsamen Jahr gab es einen siebten Platz bei den Espinho-Open und zwei 17. Plätze. Bei der Weltmeisterschaft 1999 in Marseille kamen Ishizaka/Seike nicht über den 33. Rang hinaus. Anschließend wurden sie erneut Siebte in Espinho. Im Jahr 2000 erreichten sie dreimal Platz dreizehn und beendeten zahlreiche weitere Turniere auf dem 17. Rang, unter anderem den Grand Slam in Chicago. Außerdem traten sie bei den Olympischen Spielen in Sydney an; dort verloren sie zunächst das japanische Duell gegen Takahashi/Saiki und schieden mit einer weiteren Niederlage gegen die Italienerinnen Gattelli/Perrotta aus. 2001 spielte Ishizaka beim Turnier in Osaka noch einmal mit Takahashi und beendete anschließend ihre Karriere.